# 出入境自由
出入境自由、行動自由（英語：Transit rights, or Freedom of Action），是國家公民擁有的權利，他國公民擁有的部份權利。出入境自由的自由度是由主權國家規定的。

## 概述
出入境自由即被給予此權利的人能隨時出進該國家的領土內，而沒有給予此權利的人則不能隨時出進該國家的領土內。但在特殊情況下（如修改憲法），某些人會失去出入境自由。
在急需人口（如新加坡）、貧窮（如印度尼西亚、大部分非洲国家）等国家和地區，出入境自由會較為寬鬆。而富有国家（如美國、欧盟等这样的发达国家）、宗教因素（如大部分中东地区的国家）、因政治原因（如冷战）导致的封閉鎖國（如当时的共产阵营的国家：前苏联、东德、中華人民共和國初期、阿尔巴尼亚共产主义时期等国。冷战结束后現時唯一只剩朝鲜）、戰亂（如阿富汗、叙利亚）發生等地區，出入境自由會較為嚴謹。

## 例子
香港居民擁有入境自由，能自由出入香港境內。